# Kværkeby
Kværkeby ist ein Ort auf der dänischen Insel Seeland. Er gehört zur Gemeinde Ringsted in der Region Sjælland und zählt 585 Einwohner (Stand 1. Januar 2025).

## Entwicklung der Einwohnerzahl
| Jahr           | Einwohner |
| -------------- | --------- |
| 1. Januar 1976 | 512       |
| 1. Januar 1981 | 655       |
| 1. Januar 1986 | 623       |
| 1. Januar 1990 | 599       |
| 1. Januar 1996 | 590       |
| 1. Januar 2000 | 602       |
| 1. Januar 2004 | 605       |
| 1. Januar 2008 | 604       |
| 1. Januar 2010 | 607       |

## Verwaltungszugehörigkeit
- bis 31. März 1970: Landgemeinde Kværkeby, Sorø Amt
- 1. April 1970 bis 31. Dezember 2006: Ringsted Kommune, Vestsjællands Amt
- seit 1. Januar 2007: Ringsted Kommune, Region Sjælland